# Motul
Motul è una multinazionale francese specializzata in lubrificanti.

## Storia
L'azienda nasce nel 1853 a New York con la creazione della società Swan & Finch operante fin dall'inizio nella produzione e distribuzione di lubrificanti.
Il suo marchio principale è Motul, nato dalle parole "motor oil". Si tratta di un lubrificante per motori a benzina.
Nel 1932, un importatore inizia la commercializzazione dei lubrificanti Motul in Francia creando una apposita società, la Supra Penn. Le confezioni sono originali, come botti di legno, galloni o barili.
Nel 1957, a causa di un coinvolgimento della Swan & Finch in un vortice finanziario, quest'ultima cede tutte le attività, marchi e brevetti, alla Supra Penn che diviene una società per azioni con denominazione Motul.
Nel 1971, Motul è la prima azienda a lanciare un lubrificante 100% sintetico formulato per le automobili: il Century 300V. Un lubrificante sviluppato dagli esteri a base vegetale, applicando la tecnologia aeronautica. L'azienda diviene presto coinvolta nelle gare automobilistiche di alto livello, come la Formula 1. La collaborazione con la Honda France ha portato diversi successi come i titoli di Campione del Mondo moto.
Oggi l'azienda è presente in tutto il mondo con filiali in più di 180 Paesi.